# Grande Encyclopédie soviétique
La Grande Encyclopédie soviétique (en russe : Большая советская энциклопедия, abrégé БСЭ ; forme romanisée : Bolchaïa sovetskaïa entsiklopedia) est une importante encyclopédie en langue russe, publiée par l'Union soviétique de 1926 à 1990 par l'imprimerie d'État soviétique, la Sovetskaïa entsiklopedia. Elle est à nouveau publiée depuis 2002 sous le nom de Bolchaïa Rossiskaïa entsiklopedia, ou Grande Encyclopédie russe.

## Origines
L'idée de la Grande Encyclopédie soviétique a émergé en 1923 sur l'initiative d'Otto Schmidt, un membre de l'Académie des sciences de Russie. Début 1924, Schmidt a travaillé avec un groupe incluant Mikhaïl Pokrovski (recteur de l'Institut des professeurs rouges), Nikolaï Mechtcheriakov (en) (directeur de l'imprimerie d'État soviétique), Valéri Brioussov (poète), Veniamine Kagan (mathématicien) et Constantin Kouzminski pour rédiger une proposition, acceptée en avril 1924. Anatoli Lounatcharski, commissaire du Peuple à l'éducation (Narkompros), y a aussi pris part, après avoir pris part à une proposition d'Alexandre Bogdanov et Maxime Gorki de produire une Encyclopédie des travailleurs.

## Éditions
Il y eut trois éditions. La première édition de 65 volumes (65 000 entrées, augmentée d'un volume supplémentaire sur l'Union soviétique) est publiée entre 1926 et 1947 ; l'éditeur-chef est Otto Schmidt (jusqu'en 1941). 
La seconde édition de 50 volumes (100 000 entrées, plus un volume supplémentaire) est publiée entre 1950 et 1958 ; les éditeurs en chef sont Sergueï Vavilov (jusqu'en 1951) et Boris Vvedensky (jusqu'en 1969) ; deux volumes index de cette édition sont publiés en 1960. 
La troisième édition de 1969-1978 comporte 30 volumes (100 000 entrées, plus un volume index en 1981). Le Volume 24 contient deux livres portant uniquement sur l'URSS. Chaque volume compte en moyenne 21 millions de mots. L'éditeur en chef est Alexandre Mikhaïlovitch Prokhorov (à partir de 1969). Dans cette édition, l'attention est portée sur les problèmes philosophiques des sciences naturelles, des sciences physiques et chimiques et des méthodes mathématiques dans différentes branches du savoir. 
Entre 1957 et 1990 est publié chaque année l'Annuel de la Grande Encyclopédie soviétique avec des réactualisations des articles de l'Union soviétique et des états dans le monde.
La première édition en ligne, réplique exacte des textes et illustrations de la troisième édition (appelée l'Édition rouge), est publiée sur Rubricon.com en 2000.

### Autres éditeurs
Parmi les éditeurs et les contributeurs de la Grande Encyclopédie soviétique se trouvent d'éminents scientifiques et intellectuels : Viktor Ambartsumian, Nikolaï Baïbakov, Mykola Bajan, Maïa Berzina (en), Nikolaï Bogolioubov, Andreï Boubnov, Nikolaï Boukharine, Nikolaï Bourdenko, Mikhaïl Frounze, Viktor Glouchkov, Igor Grabar, Pavel Lebedev-Polianski (en), Veniamine Kagan, Ivan Knouniants (en), Andreï Kolmogorov, Valerian Kouïbychev, Anatoli Lounatcharski, Vladimir Obroutchev, Alexandre Oparine, Iouri Prokhorov, Karl Radek, Nikolaï Semachko, Kliment Vorochilov et Gleb Krjijanovski (en).

## But et rôle dans la société soviétique
La préface du premier volume de la Grande Encyclopédie soviétique (2e éd.) proclame : « l'Union soviétique est devenue le centre du monde civilisé ». L'encyclopédie, tout comme les autres livres, médias et communications avec le public, était directement dirigée vers « la réalisation des objectifs du parti et l'État ». Le décret de 1949, publié pour cette deuxième édition, dit :
« La deuxième édition de la Grande Encyclopédie soviétique devrait largement éclairer les victoires historiques mondiales du socialisme dans notre pays, qui ont été atteintes en URSS dans les domaines de l'économie, de la science, de la culture et de l'art... Par son exhaustivité, elle doit montrer la supériorité de la culture socialiste sur la culture du monde capitaliste. Fonctionnant sur la théorie marxiste-léniniste, l'encyclopédie devrait donner une critique du parti sur les tendances contemporaines bourgeoises dans les différents domaines de la science et des techniques. »
La préface de la troisième édition étend cette mission, en accordant une attention particulière aux développements en science et technologie : ingénierie nucléaire, technologie spatiale, physique atomique, chimie des polymères et radio-électronique ; elle détaille aussi l'histoire et les activités du mouvement révolutionnaire russe, le développement du mouvement travailliste à travers le monde, et résume la pensée marxiste sur l'économie politique, la sociologie et la science politique. Le rôle éducatif de l'encyclopédie est ainsi décrit dans la deuxième édition :
« Pour développer dans l'esprit des enfants la morale communiste, l'idéologie et le patriotisme soviétique ; pour inspirer un amour inébranlable envers la patrie soviétique, le parti communiste et ses leaders ; pour propager la vigilance bolchévique ; pour mettre l'accent sur l'éducation internationaliste ; pour renforcer la volonté et le caractère bolchévique, aussi bien que le courage, la capacité à résister à l'adversité et à franchir les obstacles ; pour développer l'autodiscipline ; et pour encourager la culture physique et esthétique. »
La troisième édition de la Grande Encyclopédie soviétique développe toujours plus le rôle de l'éducation :
« L'éducation est essentielle pour préparer à la vie et au travail. Ce sont les moyens principaux grâce auxquels les gens connaissent et acquièrent la culture, et c'est le fondement du développement de la culture... L'éducation soviétique repose sur les principes de l'unité de l'enseignement et l'éducation communiste : la coopération entre l'école, la famille et la société pour l'éducation des jeunes ; et le lien entre l’éducation et l'apprentissage de la vie et l'expérience pratique de l'édification du communisme. Les principes sous-jacents du système soviétique d'éducation publique comprennent une approche scientifique et l'amélioration continue de l'éducation sur les bases des dernières réalisations en science, technologie et culture, une orientation humaniste et hautement morale de l'éducation et de l'enseignement, une éducation mixte et laïque qui exclut l'influence de la religion. »
Dans le cadre de discussions approfondies et inédites avec les éditeurs de l'encyclopédie, William Benton (en), éditeur de l'Encyclopædia Britannica, fait les observations suivantes sur le chef éditeur B. Vvedensky et son respect du décret de 1949 du Conseil des ministres :
« Ce n'est pas plus compliqué que cela pour le conseil d'éditeurs soviétique. Ils travaillent selon les directives du gouvernement qui leur ordonnent d'orienter leur encyclopédie aussi sèchement qu'un tract politique. L'encyclopédie a donc été prévue pour fournir un soutien intellectuel à l'offensive du monde soviétique dans le duel pour l'esprit humain. Le gouvernement soviétique l'a conçue comme une arme de combat pour la propagande. Et le gouvernement attache une telle importance à son rôle politique que le conseil des éditeurs est choisi et est sous la responsabilité du Conseil des ministres lui-même. »

## Contenu
L'Encyclopédie soviétique est un résumé systématique des connaissances en études sociales et économiques et en sciences appliquées[citation nécessaire]. Elle est devenue un ouvrage de référence universel pour l'intelligentsia soviétique. Selon la préface des éditeurs de la version anglaise, l'encyclopédie est importante pour la connaissance et la compréhension de l'URSS. Une valeur importante de l'encyclopédie est d'apporter des informations complètes sur l'Union et sa population. Chaque aspect de la vie soviétique est systématiquement présenté, tout comme l'histoire, l'économie, la science, l'art et la culture[citation nécessaire]. La diversité ethnique des habitants de l'URSS, leurs langages et leurs cultures sont largement couvertes. On y trouve des biographies de figures culturelles et scientifiques de premier plan, qui ne sont pas aussi bien connues en dehors de la Russie. Il y a des études détaillées des provinces et des villes de l'URSS, ainsi que sur leur géologie, leur géographie, leur flore et leur faune.
Le comité de rédaction de l'encyclopédie et le comité consultatif ont sollicité l'aide du grand public. La liste d'entrées a été envoyée aux universités, aux institutions scientifiques, musées et spécialistes privés de chaque domaine. Plus de 50000 suggestions ont été reçues et nombres d'ajout ont été faits. Les spécialistes trouvent que l'encyclopédie est une source précieuse et utile pour l'histoire russe. L'Encyclopédie, bien qu'ayant une forte tendance marxiste, fournit des informations utiles pour comprendre le point de vue soviétique,.

### Damnatio memoriae
À la suite de l'arrestation et de l'élimination en 1953 de Lavrenti Beria, chef du NKVD, l'encyclopédie — en réponse ostensible à la demande massive du public — envoya aux abonnés de la deuxième édition une lettre de l'éditeur leur indiquant de couper et détruire les trois pages de l'article sur Beria et de coller à la place les pages de remplacement jointes sur F. W. von Bergholz (en) (un courtisan du XVIIIe siècle), la mer de Béring et l’évêque George Berkeley. En avril 1954, la Bibliothèque de l'Université de Californie a reçu son substitut. Ce ne fut pas le seul cas d'influence politique. Selon un auteur, les abonnés recevaient fréquemment des courriers de remplacement de la même façon que pour l'article de Beria. D'autres articles, spécialement les articles bibliographies sur les leaders politiques, changeaient significativement afin de refléter la ligne actuelle du parti. Un exemple de ce traitement est l'article sur Nikolaï Boukharine, qui est passé par plusieurs versions.

## Traductions

### Anglais

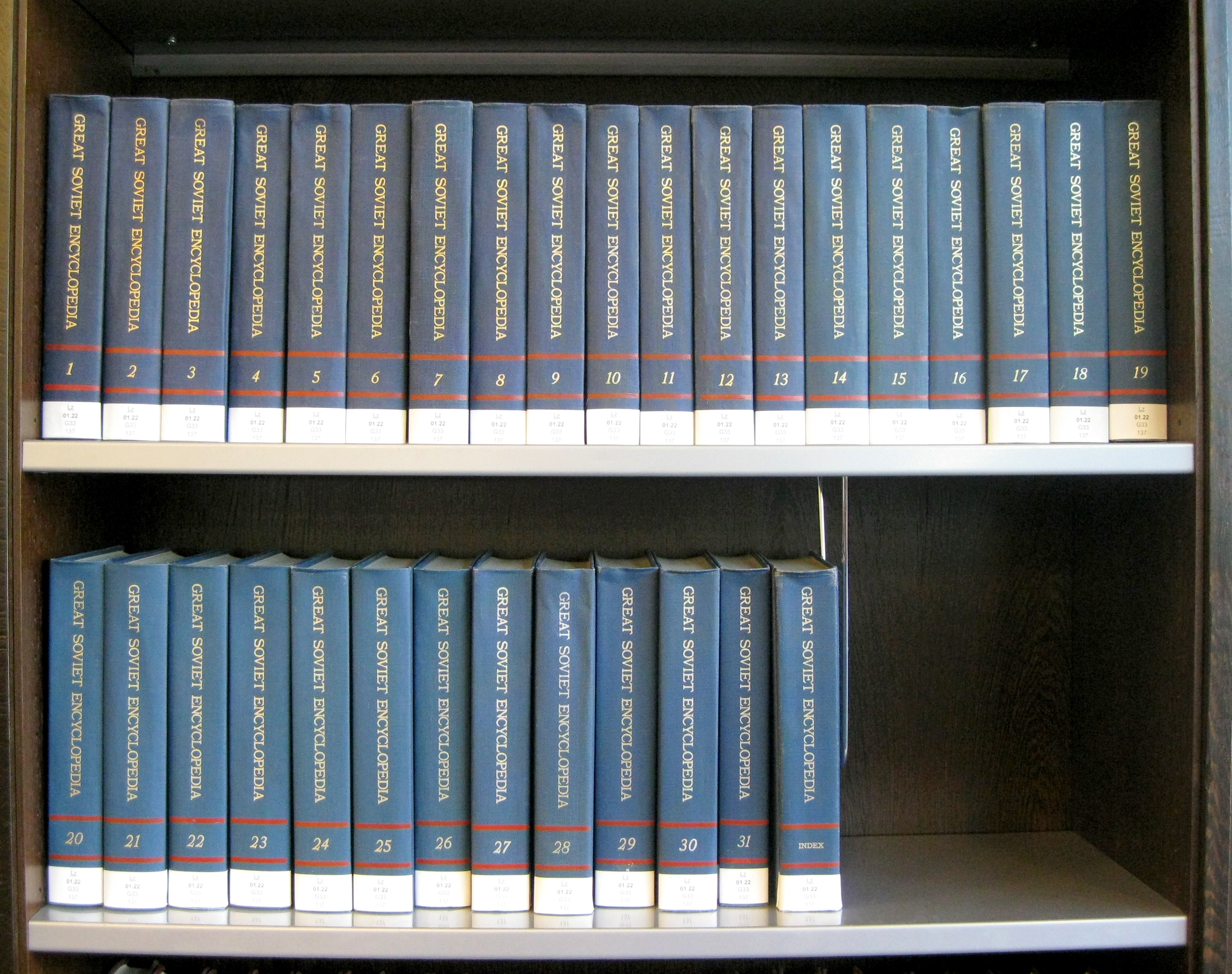
Édition anglaise complète de la Grande Encyclopédie soviétique.

La troisième édition a été traduite et publiée en anglais en 31 volumes entre 1974 et 1983 par Macmillan Publishers. Chaque volume a été traduit séparément et un index particulier à chaque volume a été placé au début du celui-ci pour trouver des articles spécifiques. Toutes les entrées n'ont pas été traduites en anglais, mais elles sont indiquées dans l'index. De façon générale, certaines entrées reflètent un point de vue anti-américain, qui s'explique par le contexte des tensions internationales et du conflit idéologique entre les États-Unis et l'URSS à l'époque. Les articles de cette édition anglaise sont disponibles en ligne sur TheFreeDictionary.com.

### Grec
La troisième édition a aussi été traduite et publiée en grec en 34 volumes entre 1977 et 1983. Tous les articles consacrés à la Grèce ou à l'histoire, la culture et la société grecques y ont été développés et plusieurs centaines de nouveaux articles ont été écrits spécialement pour l'édition grecque. L'encyclopédie contient ainsi, par exemple, une entrée russe sur la Grèce ainsi qu'une entrée beaucoup plus longue rédigée par des contributeurs grecs.
Plusieurs articles présentent un évident point de vue de gauche, certainement en raison de l'appartenance politique des contributeurs.
Enfin, un volume supplémentaire couvrant les années 1980 a été publié en 1989. Il contient des articles traduits et des articles écrits directement en grec, qui n'existent pas toujours dans les 34 volumes.

## Grande Encyclopédie russe
La publication de la Grande Encyclopédie soviétique a été suspendue en 1990 et interrompue en 1991, mais a été rétablie par un décret de Vladimir Poutine en 2002. En 2003 et 2004, une équipe d'éditeurs a remanié la vieille encyclopédie en mettant à jour les données, en enlevant certains exemples de parti-pris politique manifeste et en changeant son nom en Grande Encyclopédie russe ; beaucoup d'articles périmés ont été complètement réécrits. Le premier volume de la nouvelle encyclopédie est publié en 2004 ; selon son éditeur, Sergueï Léonidovitch Kravets, les 35 volumes prévus seront sortis d'ici 2016.
La publication de la Grande Encyclopédie russe est supervisée par l'Académie des sciences de Russie et financée par le gouvernement de la fédération de Russie. L'encyclopédie est maintenant disponible dans les bibliothèques et les écoles de la Communauté des États indépendants. En outre, les éditions des années 1980 restent largement utilisées, en particulier comme référence en matière de recherche scientifique et mathématique.

## Autres encyclopédies soviétiques
| Original title                      | Translittération (si applicable)       | Titre français                          | Volumes          | Dates     |
| ----------------------------------- | -------------------------------------- | --------------------------------------- | ---------------- | --------- |
| Українська радянська енциклопедія   | Ukrajinśka radjanśka encyklopedija     | Encyclopédie soviétique ukrainienne     | 17               | 1959–1965 |
| Беларуская савецкая энцыклапедыя    | Belaruskaya savietskaya entsyklapedyya | Encyclopédie soviétique biélorusse      | 12               | 1969–1975 |
| Ўзбек совет энциклопедияси          | Oʻzbek sovet ensikopediyasi            | Encyclopédie soviétique ouzbèke         | 14               | 1971–1980 |
| Қазақ кеңес энциклопедиясы          | Qazaq keñes encïklopedïyası            | Encyclopédie soviétique kazakhe         | 10               | 1972–1978 |
| ქართული საბჭოთა ენციკლოპედია        | kartuli sabch'ota encik'lop'edia       | Encyclopédie soviétique géorgienne      | 12               | 1965–1987 |
| Азәрбајҹан Совет Енсиклопедијасы    | Azәrbaycan Sovet Ensiklopediyası       | Encyclopédie soviétique azerbaïdjanaise | 10               | 1976–1987 |
| Lietuviškoji tarybinė enciklopedija | —                                      | Encyclopédie soviétique lituanienne     | 10               | 1976–1985 |
| Енчиклопедия советикэ молдовеняскэ  | Enciclopedia sovietică moldovenească   | Encyclopédie soviétique moldave         | 8                | 1970–1981 |
| Latvijas padomju enciklopēdija      | —                                      | Encyclopédie soviétique lettonne        | 10               | 1981–1988 |
| Кыргыз Совет Энциклопедиясы         | Kyrgyz Soviet Entsiklopediyasy         | Encyclopédie soviétique kirghize        | 6                | 1976–1980 |
| Энциклопедияи советии тоҷик         | Entsiklopediya-i sovieti-i tojik       | Encyclopédie soviétique tadjike         | 8                | 1978–1988 |
| Հայկական սովետական հանրագիտարան     | Haykakan sovetakan hanragitaran        | Encyclopédie soviétique arménienne      | 13               | 1974–1987 |
| Түркмен совет энциклопедиясы        | Türkmen sowet ensiklopediýasy          | Encyclopédie soviétique turkmène        | 10               | 1974–1989 |
| Eesti nõukogude entsüklopeedia      | —                                      | Encyclopédie soviétique estonienne      | 8                | 1968–1976 |
| Сибирская советская энциклопедия    | —                                      | Encyclopédie soviétique sibérienne      | 4 (planifié — 6) | 1929—1933 |
| Уральская советская энциклопедия    | —                                      | Encyclopédie soviétique de l'Oural      | 1 (planifié — ?) | 1933      |

## Sources
- (en) Cet article est partiellement ou en totalité issu de l’article de Wikipédia en anglais intitulé « Great Soviet Encyclopedia » (voir la liste des auteurs).
- Great Soviet Encyclopedia, éd. A. M. Prokhorov (New York: Macmillan, Londres, Collier Macmillan, 1974–1983) 31 volumes, three volumes of indexes. Translation of third Russian edition of Bol'shaya sovetskaya entsiklopediya
- Kister, Kenneth. Kister's Best Encyclopedias. 2e éd. (1994)